# Алёнушка
«Алёнушка», устаревшее название «Дурочка Алёнушка», — картина Виктора Васнецова 1881 года, хранящаяся в Государственной Третьяковской галерее.

## История
Работу над картиной художник начал в 1880 году. Сначала он рисовал пейзажные этюды на берегу Вори в Абрамцеве, у пруда в Ахтырке. Сохранилось несколько этюдов того времени.
Работа была закончена зимой 1881 года в Москве, после чего Васнецов отправил её на Передвижную выставку. Критик И. Э. Грабарь назвал картину одной из лучших картин русской школы. Сам Васнецов так отзывался о своей картине:
«Алёнушка» как будто давно жила в моей голове, но реально я увидел её в Ахтырке, когда встретил одну простоволосую девушку, поразившую моё воображение. Столько тоски, одиночества и чисто русской печали было в её глазах… Каким-то особым русским духом веяло от неё.
Изначально картина называлась «Дурочка Алёнушка». «Дурочками» в то время называли юродивых (по другим сведениям, сирот).
Со временем в восприятии зрителей картина оказалась связана со сказкой «Сестрица Алёнушка и братец Иванушка». Доктор искусствоведения Элеонора Пастон считает, что картину связывают со сказками после переработки Васнецовым картины перед Всероссийской выставкой 1882 года.

## Эскизы
Исследователи творчества Васнецова перечисляют следующие эскизы и этюды к картине.
| Год  | Илл. | Название                                              | Размер, техника                                      | Местонахождение                                                           | Примечание |
| ---- | ---- | ----------------------------------------------------- | ---------------------------------------------------- | ------------------------------------------------------------------------- | --- |
| 1880 |      | Алёнушка (эскиз)                                      | Холст, масло. 26,3х19,5                              | ГТГ                                                                       | Поступила в ГТГ в 1929 г. из Музея иконописи и живописи имени И. С. Остроухова. Инв. 11040.                                                                                           |
| 1881 |      | Алёнушка                                              | Холст, масло. 173х121                                | ГТГ                                                                       | Итоговая картина. Слева внизу подпись: В. Васнецовъ Моск. 1881. 20 ф. Приобретена Советом галереи в 1900 г. у В. В. фон Мекка. Инв. 1010.                                             |
| 1881 |      | Алёнушка (этюд)                                       | Холст, масло. 28х19                                  | ГТГ                                                                       | Надпись пером: На память уважаемой Наталье Васильевне Феофановой от В. М. Васнецова 1883 апреля 20                                                                                    |
| 1881 |      | Алёнушка (этюд)                                       | Холст, масло. 43х33                                  | ГТГ                                                                       | Справа внизу надпись пером: Уважаемой Елене Петровне Веніаминовой В. Васнецовъ 1881 года. Поступила в ГТГ в 1929 г. из Музея иконописи и живописи имени И. С. Остроухова. Инв. 11039. |
| 1881 |      | Алёнушка                                              | Холст, масло. 68х48                                  | Музей-заповедник Абрамцево                                                | Слева внизу: В.Васнецовъ. Авторское повторение. |
| 1880 |      | Пруд в Ахтырке. Этюд берега с осокой                  | Холст, масло. 34х22                                  | ГТГ                                                                       | Справа внизу подпись: В. Вас… Поступила в ГТГ в 1929 г. из Музея иконописи и живописи имени И. С. Остроухова. Инв. 11043                                                              |
| 1880 |      | Пруд в Ахтырке (этюд)                                 | Холст, масло. 46,1х32                                | ГТГ                                                                       | Справа внизу подпись: В. Васнецовъ. Поступил в 1925 году от Народного комиссариата иностранных дел (ранее собрание П. И. и В. А. Харитоненко). Инв. 5852.                             |
|      |      | Осока (этюд)                                          | Холст на картоне, масло. 48,4х33,5                   | ГТГ                                                                       | Приобретена в 1941 году у Н. А. Соколова. Инв. 26602. |
|      |      | У опушки. Ахтырка (этюд)                              | Холст, масло. 30,5х18,5                              | ГТГ                                                                       | Справа внизу подпись: В. Васнецовъ Поступила в ГТГ в 1929 г. из Музея иконописи и живописи имени И. С. Остроухова.                                                                    |
| 1880 |      | Пруд в Ахтырке                                        | Холст на картоне, масло. 32х23,4                     | Собрание В. В. Васнецова, Москва (на 1961 год). Дом-музей В. М. Васнецова | |
|      |      | Пруд (этюд)                                           | Холст, масло. 49х33,2                                | Музей-заповедник Абрамцево                                                | На обороте чернилами: В. М. Васнецовъ 1880. Аленушкинъ прудъ |
|      |      | Этюд                                                  | Холст, масло. 32х22                                  | Национальный художественный музей Республики Беларусь (Минск)             | |
| 1880 |      | Осина на пруду (этюд)                                 | Холст, масло. 32х33                                  | Дом-музей В. М. Васнецова                                                 | |
| 1881 |      | Осина (Абрамцево)                                     | Холст, масло. 42х28                                  | неизвестно                                                                | Был в собрании семьи художника |
|      |      | Деревья (берёза и ель), Абрамцево                     | Холст на картоне, масло. 34,3х23,8                   | Дом-музей В. М. Васнецова                                                 | На обороте надпись: Этюд работы моего отца В. М. Васнецова 1881 г. написанный в с. Абрамцеве. А. Васнецов                                                                             |
|      |      | Деревья у пруда                                       | Холст на картоне, масло. 43х29                       | Музей-заповедник Абрамцево                                                | Слева внизу подпись: В. Васнецовъ 1881. Был в собрании Б. В. Крылова, Москва.. |
|      |      | Опушка елового леса                                   | Холст на картоне, масло. 48,5х32,5                   | ГТГ                                                                       | Собрание Г.В Ерозолимского, Москва (на 1961 год). Приобретена в 1962 году у А. В. Васильева. Ж-307                                                                                    |
|      |      | 2 наброска композиции картины                         | Бумага, графитный карандаш. 8,7х13,8                 | Дом-музей В. М. Васнецова                                                 | |
|      |      | Женская склонившая головка в позе Алёнушки (набросок) | Бумага, графитный карандаш.                          | ГТГ                                                                       | Альбом № 10399, л. 14 об. На том же листе: набросок спины и руки в профиль |
|      |      | Девушка в позе Алёнушки (набросок)                    | Бумага, графитный карандаш.                          | ГТГ                                                                       | Там же, л. 16 |
|      |      | Наброски волос, шеи для головы Алёнушки               | Бумага, графитный карандаш.                          | ГТГ                                                                       | Там же, л. 12 |
|      |      | Алёнушка                                              | Бумага, перо, чернила, графитный карандаш. 19,8х13,7 | Музей во Владивостоке                                                     | Реплика итоговой картины. Подпись слева внизу: В. Васнецовъ. Была в Цветковской галерее, в ГТГ                                                                                        |
|      |      | Алёнушка. Набросок склонённой головы                  | Бумага, графитный карандаш. 9,5х14,5                 | Дом-музей В. М. Васнецова                                                 | |
|      |      |                                                       |                                                      |                                                                           | |

## В культуре
В 2013 году в честь 165-летия со дня рождения Виктора Васнецова крупнейшая в мире поисковая система Google на главной странице поменяла логотип Google на дудл, основанный на картине «Алёнушка». При этом кусты на заднем плане были перерисованы так, чтобы из них сложилось название компании.
В 1979 году по картине написана одноимённая песня Александра Дольского.
В 2007 году написано стихотворение «Алёнушка. Васнецов» Станислава Минакова.